# Флетчер, Ричард, 1-й баронет
Подполковник сэр Ричард Флетчер, 1-й баронет (1768 — 31 августа 1813) был инженером британской армии, известным своими работами на линиях Торрес-Ведрас. Он воевал во Французских революционных войнах и в Пиренейской войне, и его неоднократно упоминали в депешах, особенно за его действия в Талавере, Буссако, Бадахосе и Витории. Флетчер был дважды ранен при исполнении служебных обязанностей, и был убит в бою при осаде Сан-Себастьяна.

## Личная жизнь
Мало что известно о ранней жизни Ричарда Флетчера, даже его точная дата рождения неясна. Однако известно, что родился он в 1768 году, а его отец был священнослужителем. 27 ноября 1796 года в Плимуте он женился на Элизабет Мадж, дочери врача. У Флетчера и его жены было пять детей; два сына и три дочери. Флетчер похоронен недалеко от того места, где он был убит в Сан-Себастьяне; на западной стороне северного прохода в Вестминстерском аббатстве в Лондоне стоит памятный монумент в его честь, приобретенный королевскими инженерами.

## Начало карьеры
Ричард Флетчер поступил курсантом в Королевскую военную академию в Вулвиче 7 октября 1782 года. Он начал свою карьеру в Королевском полку артиллерии, где 9 июля 1788 года стал вторым лейтенантом, а 29 июня 1790 года присоединился к Корпусу королевских инженеров. Флетчер был произведен в лейтенанты 16 января 1793 года, и когда Франция объявила войну Британии, в том же году его отправили служить в Вест-Индию.

## Французские революционные войны
В Вест-Индии Флетчер играл активную роль в успешных нападениях на французские колонии Мартиника, Гваделупа и Сент-Люсия, которые произошли в период с февраля по апрель 1794 года. Во время захвата Сент-Люсии он получил огнестрельное ранение. Флетчер был переведен на контролируемый британцами остров Доминика, где был назначен главным инженером, прежде чем его отправили домой в конце 1796 года.
Находясь в Англии, Флетчер служил адъютантом в полку Королевских военных ремесленников в Портсмуте до декабря 1798 года, когда его отправили в Константинополь (ныне Стамбул) в качестве советника правительства Османской империи. Намереваясь добраться туда через Ганновер, Флетчер отплыл из Англии, но его корабль потерпел крушение возле устья реки Эльбы, и Флетчеру пришлось пройти 2 мили (3,2 км) по льду, прежде чем он достиг земли. После трех месяцев путешествий по Австрии и османским территориям на Балканах Флетчер наконец прибыл в Константинополь 29 марта 1799 года. В июне 1799 года Флетчер вместе с османскими войсками прибыл в Сирию, вынудив Наполеона отказаться от осады Акры и отступить в Египет.
В 1799 году, после возвращения из Сирии, Флетчер принимал участие в подготовке обороны турок в Дарданеллах. Проведя некоторое время с османскими силами на Кипре, Флетчер в июне 1800 года вернулся в Сирию, чтобы наблюдать за строительством укреплений в Яффо и Эль-Арише. В декабре 1800 года Флетчер служил под командованием сэра Ральфа Эберкромби в заливе Мармарис, отрабатывая десант на пляж в связи с ожидаемым вторжением в Египет в следующем году. Разведочная экспедиция в египетский порт Александрию привела к захвату Флетчера, когда он, возвращаясь на свой корабль после ночной разведывательной миссии на берегу, был перехвачен французским патрульным судном. Всё ещё находясь в плену, он получил звание капитана. Флетчер оставался в плену в Александрии до её захвата 2 сентября 1801 года.
В октябре 1801 года, когда было подписано всеобщее перемирие, Флетчер вернулся в Англию и был награждён Османской империей за свои заслуги. Амьенский мир был подписан 25 марта 1802 года, но продлился недолго, и в мае следующего года началась война. Флетчера снова отправили в Портсмут, где он помог укрепить оборону Госпорта. Получив 2 апреля 1807 года звание майора, Флетчер принял участие в бомбардировке Копенгагена в августе того же года.

## Пиренейская война
Вскоре после начала Пиренейской войны Флетчера отправили в Португалию. Он служил в армии, оккупировавшей Лиссабон, когда французы вышли из Синтрской конвенции, после чего сопровождал Веллингтона в качестве его главного инженера. Получив 2 марта 1809 года звание подполковника армии, а затем 24 июня 1809 года подполковника Королевских инженеров, он участвовал в битве при Талавере (27-28 июля 1809 года), и был упомянут в депешах.

### Линии Торрес-Ведрас

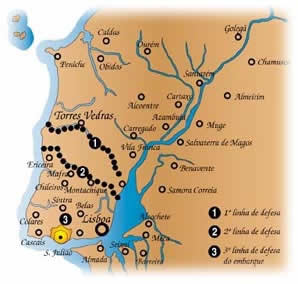
Линии Торрес-Ведрас, построенные для защиты Лиссабона и обеспечения путей отступления

В то время, когда Веллингтон готовился к отступлению в Португалию, Флетчер прославился одним из величайших военных инженерных достижений в истории. Знаменитые линии Торрес-Ведрас были построены на узком полуострове между Атлантикой и Тахо. Это три линии обороны: первая на расстоянии 6 миль (9,7 км) перед основной, а третья на расстоянии 20 миль (32 км) позади. Они были предназначены для защиты Лиссабона и обеспечения путей отступления англичан к кораблям, если возникнет такая необходимость. Флетчер начал работу над этими защитными сооружениями 20 октября 1809 года, используя португальских солдат и гражданских лиц для выполнения основных работ. Скалистые склоны были усилены и укреплены, а ущелья были закрыты фортами и земляными укреплениями; деревья и растительность были удалены, чтобы лишить врага укрытия, водотоки были перекрыты, чтобы создать непроходимые озера и болота, а все здания были либо укреплены, либо разрушены. Укрепления охраняли каждый подход, батареи заняли все возвышенности, а система сигнальных станций и дорог обеспечила быструю отправку войск туда, где они больше всего были нужны. Всё это было сооружено в строжайшем секрете, чтобы ни Наполеон, ни даже британское правительство не знали о существовании этих линий, пока Веллингтон не был вынужден отступить за них в следующем году.
В июле 1810 года, незадолго до завершения линий, Флетчер покинул строительство, чтобы снова служить вместе с Веллингтоном на поле сражения, и, таким образом, был в битве при Буссако (27 сентября 1810 года), где он снова проявил себя с лучшей стороны и был упомянут в сообщениях. Веллингтон отступил за линии Торрес-Ведрас в октябре 1810 года, преследуемый маршалом Массеной, который был шокирован, обнаружив такую обширную оборону, тогда как португальские повстанцы обещали, что дорога в Лиссабон будет легкой. Начальники Веллингтона были равным образом удивлены, услышав об обороне, когда они позже получили его отчет. После неудачного нападения 18 октября Массена первоначально отступил в Сантарен, но когда в следующем марте у него закончились припасы, он оставил любые мысли о новой попытке атаки и направился на север.

### Дальнейшие кампании

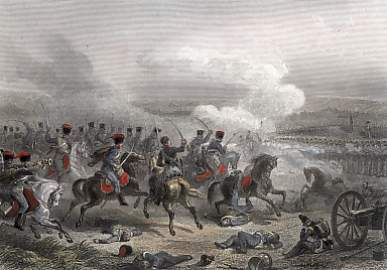
Гравюра битвы при Фуэнтес-де-Оньоро, 1837

Флетчер, в составе отряда Веллингтона, преследовал Массену до Сабугала, где после небольших перестрелок 2 апреля Массена был наконец принужден к битве при Сабугале — первому из ряда сражений, в которых Веллингтон и Массена сражались за позицию вдоль границы между Португалией и Испанией. Вынудив Массену покинуть Сабугал, Веллингтон обратил свое внимание на Алмейду и Сьюдад-Родриго — две крепости, которые охраняли северный подход к Португалии. Веллингтон планировал захватить обе, пока армия Массены всё ещё находилась в беспорядке, но захват 11 марта маршалом Сультом Бадахоса, который защищал юг, вынудил его разделить свои силы. Веллингтон послал четверть своих войск, чтобы укрепить силы генерала Бересфорда, с приказом вновь захватить Бадахос, в то время как его оставшиеся войска, включая Флетчера, осадили Алмейду. Массена, теперь с превосходящей силой, пошёл на помощь Алмейде, и Веллингтон, не желая сражаться в таких условиях, ушёл в город Фуэнтес-де-Оньоро. Город несколько раз переходил из рук в руки в ходе сражения, происходившего в течение трех дней (3-5 мая), но в конечном итоге остался под британским контролем. Войска Массены не могли ни добраться до форта, ни остаться на открытой местности, и поэтому 8 мая были вынуждены уйти. Веллингтон продолжил осаду и через два дня захватил Алмейду.

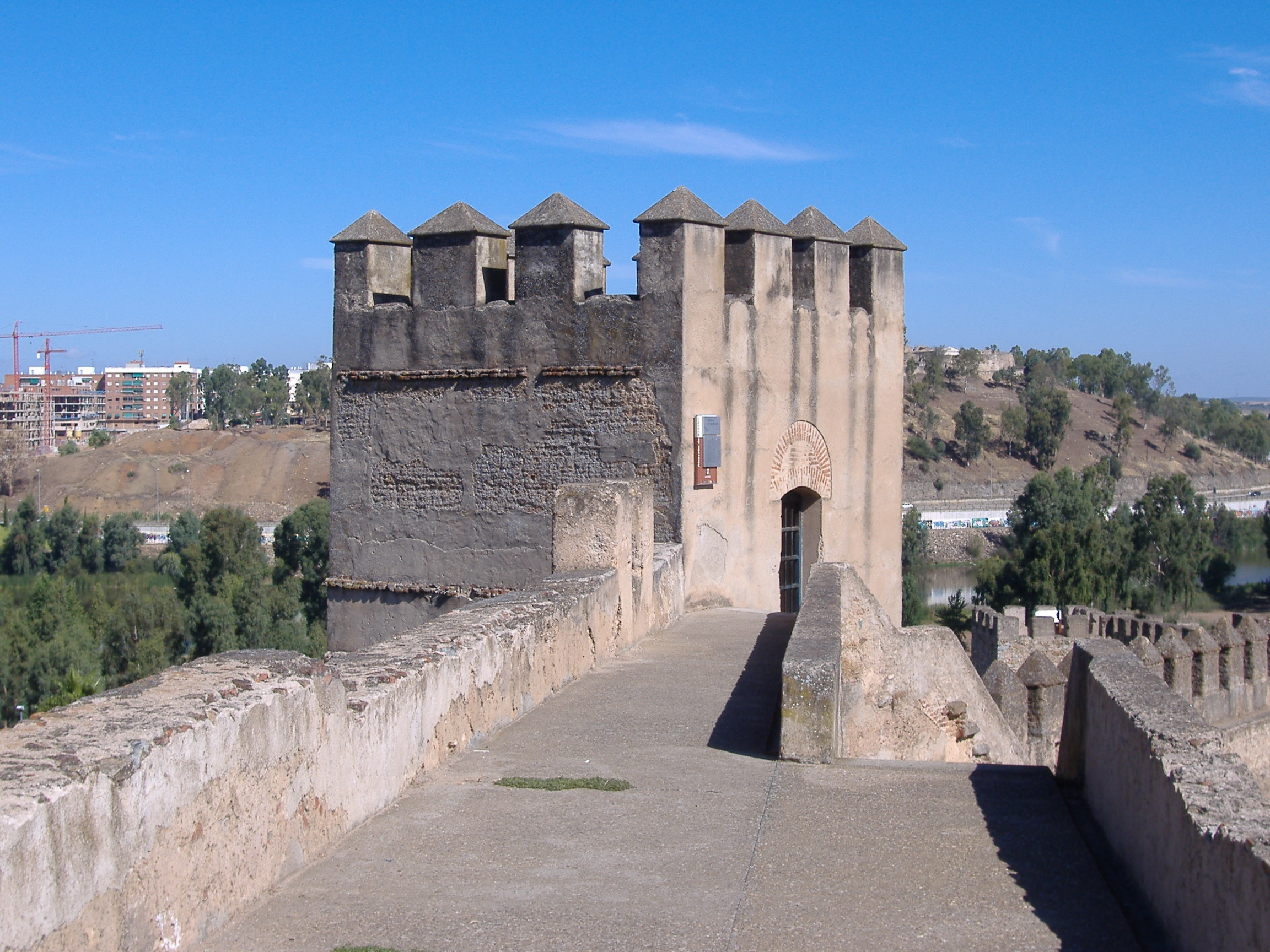
Бадахос; место, где инженеры Флетчера понесли тяжелые потери в двух осадах и где в марте 1812 года сам Флетчер был ранен

Флетчер был снова упомянут в депешах, когда служил главным инженером во второй осаде Бадахоса (19 мая — 10 июня 1811 года). Инженеры понесли большие потери при попытках вырыть окопы в тонкой каменистой почве вокруг форта, который был отремонтирован и укреплен после последней неудачной осады. Недостаток боеприпасов и большие потери, а также новости о том, что французские подкрепления уже в пути, заставили Веллингтона 10 июня отвести свои войска в Элваш. Флетчер также присутствовал при осаде Сьюдад-Родриго (7-19 января 1812 года) и, с третьей попытки, Бадахоса (17 марта — 16 апреля 1812 года). В последнем сражении именно Флетчер определил слабые места в обороне и окончательно решил, где должна быть главная атака. 19 марта Флетчера ранили в пах, когда французы под прикрытием тумана устроили вылазку и достигли траншей, где работали он и его инженеры. Его травма могла бы быть намного хуже, если бы в его кармане не было серебряной монеты песо, которая приняла на себя основной удар мушкетной пули. Из-за травмы Флетчер был вынужден оставаться в своей палатке, куда Веллингтон, отчаянно нуждающийся в хороших инженерах, ежедневно приходил за советом. Флетчер вернулся в Англию для лечения, и 14 декабря 1812 года стал баронетом и получил пенсию в размере 1 фунта стерлингов в день. Он получил португальский Орден Башни и Меча и Армейский золотой крест за Талаверу, Бусаку, Сьюдад-Родриго и Бадахос.
Флетчер вернулся на Пиренейский полуостров в 1813 году и 21 июня был ещё раз упомянут в депешах о своей роли в битве при Витории. Флетчер руководил осадами Памплоны и Сан-Себастьяна. Он был убит в бою во время последнего штурма Сан-Себастьяна 31 августа 1813 года.

## Список используемой литературы
- Heathcote, T. A. Wellington's Peninsular War Generals and Their Battles (англ.). — Barnsley: Pen and Sword Books[англ.], 2010. — ISBN 978-1-84884-061-4.
- Editor: Stephen, Leslie. Dictionary of National Biography, Volume 19 (англ.). — London: Elder Smith & Co, 1889.